# تشارلز موك
تشارلز بيتر موك، (من مواليد 1964 في هونغ كونغ)، وهو رائد أعمال الإنترنت، ومقره في هونغ كونغ وهو مُناصِر لتكنولوجيا المعلومات التي تمثل الدائرة الوظيفية لتكنولوجيا المعلومات في برلمان هونج كونج.